# توم (لاعب كرة قدم مواليد 1988)
توم هو لاعب كرة قدم برازيلي في مركزي الدفاع، ولد في 21 يونيو 1988 في سانتا كاتارينا في البرازيل. لعب مع بورتوغيزا سانتيستا ونادي كاتانيا ونادي كوبر.

## وصلات خارجية
- توم (لاعب كرة قدم مواليد 1988) على موقع Soccerway.com (الإنجليزية)